# T.TV

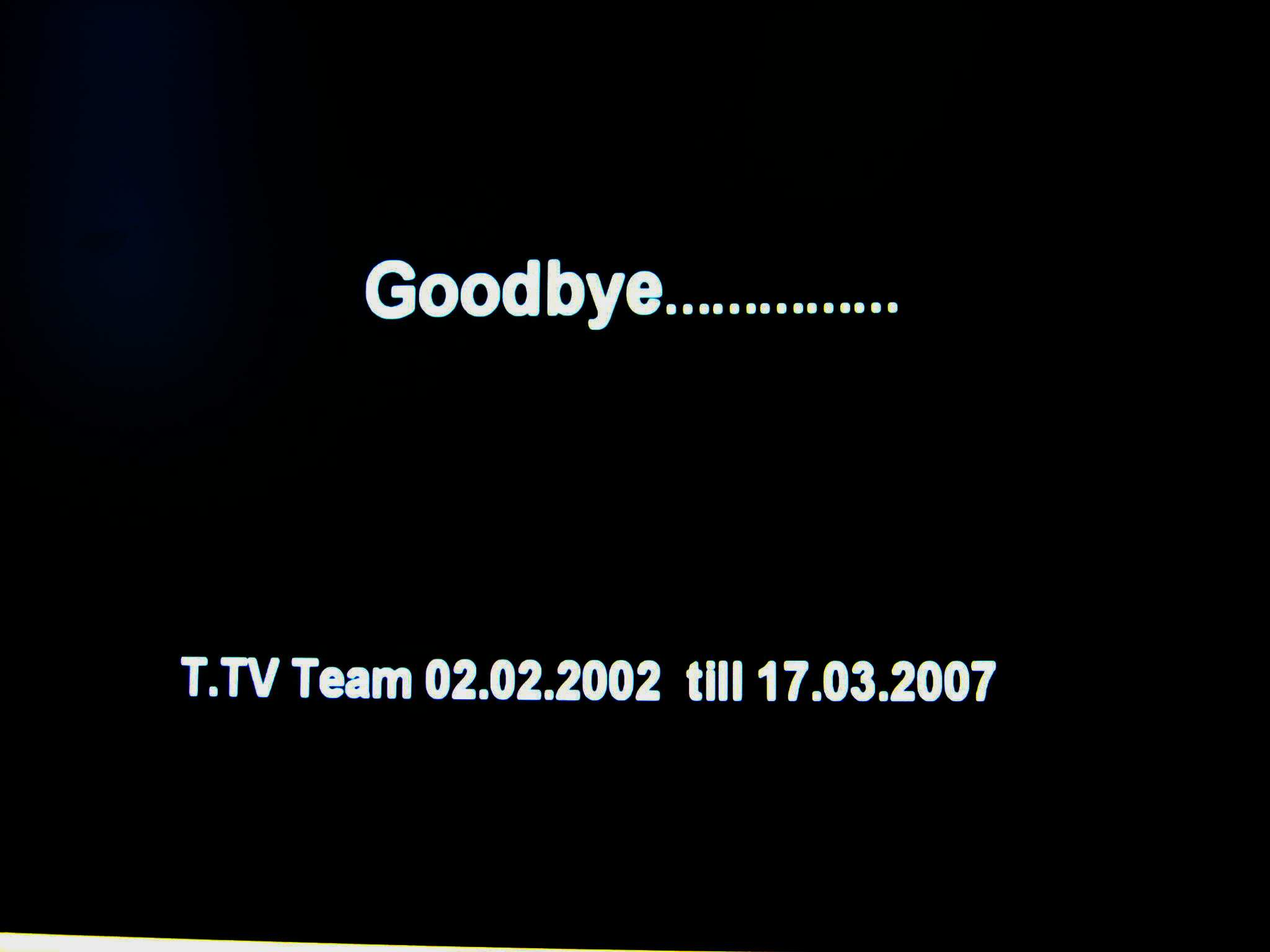
Beeld nadat het einde van de zender bekend geworden was

T.TV (Tango TV) was een Luxemburgse televisiezender die in november 2004 is opgericht. T.TV was onderdeel van het Zweedse bedrijf Tele2.
T.TV maakte programma's in verschillende talen, omdat Luxemburg een meertalig land was. De programma's werden uitgezonden in het Frans, Duits, Engels, Luxemburgs en Portugees.
T.TV concentreerde een groot deel van haar programma voor het Groothertogdom Luxemburg door innoverende uitzendingen met dergelijk late night shows, spellen, muziek, historische, culturele en economische documentaires te reserveren voor de televisiekijkers.
Op 17 maart 2007 stopte de zender met uitzenden, en werden de 21 medewerkers ontslagen.